# روني هاريس
روني هاريس (بالإنجليزية: Ronnie Harris)‏ (3 سبتمبر 1948 بكانتون في الولايات المتحدة - ) هو ملاكم أمريكي. شارك في الألعاب الأولمبية الصيفية 1968.

## وصلات خارجية
- روني هاريس على موقع بوكس ريك (الإنجليزية) (registration required)
- روني هاريس على موقع أوليمبيديا (الإنجليزية)